# 楊志學
楊志學（1467年—1540年），字遜夫，號五華，湖廣長沙府長沙縣（今湖南省長沙縣）人，寄籍直隸彭城衛（今屬江蘇省徐州市）。明朝政治人物，官至刑部尚書。

## 生平
弘治五年（1492年）壬子科順天鄉試第十二名舉人，弘治六年（1493年）聯捷癸丑科進士。授户部主事。升郎中，出爲山東萊州府知府，正德六年（1511年）二月升河南左参政。擢官大同巡撫都察院右佥都御史，嘉靖元年（1522年）六月升右副都御史，照旧巡抚，以有疾乞回籍调治。
嘉靖九年（1530年）二月以兵部尚書李承勋举荐召用，任寧夏巡撫副都御史，十二年七月升刑部右侍郎，十四年八月升本部左侍郎，嘉靖十七年（1538年），四月升任工部尚書、提督工程，五月改刑部尚書，十八年六月致仕。十九年卒，贈太子太保，謚康惠。

## 詩作
- 《春日奉陪濯庵先生登樓次韻》

危樓春早共登臨，縹緲雲飛畫棟深。
一代人豪稱獨步，百年交誼許同心。
輕寒遙送西山雪，餘潤還沾九夏霖。
榜下叨名慚晚學，賞音曾聽伯牙琴。

## 家族
曾祖父楊受；祖父楊福勝；父楊春。前母劉氏；前母羅氏；王氏。具庆下。有子楊守謙。